# 9636 Emanuelaspessot
9636 Emanuelaspessot eller 1993 YO är en asteroid i huvudbältet som upptäcktes den 17 december 1993 av Farra d'Isonzo-observatoriet i Farra d'Isonzo. Den är uppkallad efter Emanuela Spessot.